# Gaspar (bier)
Gaspar is een Belgisch bier van hoge gisting.
Het bier wordt gebrouwen in Brouwerij Alvinne te Moen.
Het is een donkerblond bier met een alcoholpercentage van 8%. Dit bier wordt enkel in de winter gebrouwen en behoort tot de “Driekoningen”-reeks: Gaspar, Balthazar en Melchior.